# Siphonops leucoderus
Espèce
Statut de conservation UICN

 DD  : Données insuffisantes
Siphonops leucoderus est une espèce de gymnophiones de la famille des Siphonopidae.

## Répartition
La distribution de cette espèce n'est connue que par sa localité type, l'État de Bahia sans précision de localité.

## Publication originale
- Taylor, 1968 : The Caecilians of the World: A Taxonomic Review. Lawrence, University of Kansas Press.